# Мединський Олександр Володимирович
Мединський Олександр Володимирович (17 січня 1981, Харків, Українська РСР, СРСР) — російськомовний активіст, відеоблогер з Харкова. Власник YouTube-блогу Open Ukraine. В минулому — член забороненого в Україні російського об'єднання «Євразійський союз молоді».
За деякими повідомленнями, у 2014—2016 роках брав участь у російсько-українській війні на боці українських сил, був в.о. заступника командира добровольчого формування «Печерськ», після того солдатом 8-го окремого полку спеціального призначення. Після звільнення з лав Зброєних сил у 2016 році розпочав медіаактивність, неодноразово робив одіозні заяви проти Збройних сил України, які згодом активно поширювалися в російських медіа.
З 2017 року внесений до бази Миротворця.

## Біографія
Народився у Харкові 17 січня 1981 року.
В 2005 році був головою харківського філіалу Євразійського союзу молоді, організації російського шовініста Олександра Дугіна.
Був членом «Братства» Дмитра Корчинського.

### Євромайдан
Згідно з даними видання «Букви», у грудні 2013 року Олександр Мединський організував постачання тітушок з Харкова на 94-й виборчий округ у Київській області. Там відбувалися довибори, і тітушки були залучені до фальсифікацій на користь кандидата від «Партії регіонів» Руслана Бадаєва.
За даними Євгена Карася, Мединський під час Євромайдану вів відеоблог, ходив по акціях та провокував активістів, що виступали проти Януковича.[неякісне джерело]

### Війна на сході
Виконував обов'язки заступника командира добровольчого формування «Печерськ». 11 лютого 2015 року організував поставку на фронт великої партії волонтерської допомоги. Після розпуску формування «Печерськ», служив у лавах Збройних сил України. За неперевіреною інформацією, у 3-му полку спецпризначення.[неякісне джерело]
Демобілізувався у 2016 році.

### Конфлікт з власниками незаконно встановлених МАФів
У квітні 2015 року Олександр Мединський, як голова організації «Печерська самооборона» був знятий у сутичці із власником мобільної точки з продажу кави. За даними видання «Подробности», Мединський вимагав грошей від власників точок в районі станції метро Арсенальна. Згідно з розслідуванням видання «Букви», організація «Самооборона Печерська» Мединського тісно пов'язана із організаціями «Білий молот» і «Наждак» Олега Шеремета. До складу цих двох організацій входило багато членів «Самооборони».
Однак на сайті Печерської районної адміністрації ця інформація була спростована. Дії Печерської самооборони виявилися узгодженими з працівниками комунальних служб та адміністрацією Печерського району.

### Медіадіяльність
Після звільнення з лав ЗСУ заснував YouTube-канал Open Ukraine, заяви звідки широко тиражувала російська пропаганда.
У лютому 2017 року зробив заяву, що на Донбасі російська армія відсутня, а у Рівненські області люди «гинуть сотнями», маючи на увазі конфлікт із незаконного видобутку бурштину.
У 2018 році зробив заяву, що має докази використання хімічної зброї Збройними силами України. У цій заяві він звертався до президента США Дональда Трампа.
Станом на травень 2018 року шукав політичного притулку у Фінляндії, де йому надавав підтримку Йохан Бекман, керівник представництва маріонеткової ДНР у Фінляндії.
24 серпня 2019 року взяв участь у телевізійному ток-шоу «Окопная правда» на російському державному телеканалі «Россия 24». На ток-шоу були також присутні 3 бойовики російських окупаційних корпусів, які російською стороною називаються як війська ЛНР та ДНР, Мединський же разом з двома іншими чоловіками представилися як українські бійці. Шоу було побудоване як пошук примирення між українськими військовиками і бойовиками. Особи двох учасників шоу, які представилися українськими військовими були також ідентифіковані: Олексій Грживач виявився польовим кухарем в ЗСУ, а Віталій Плошкін — одним з авторів проросійського пропагандистського сайту «Антифашист».

### Інтерв'ю
- Филипп Прокудин, «Мы идем к нацистскому режиму» [Архівовано 2 березня 2017 у Wayback Machine.](рос.) // Лента.ру, 16 лютого 2017
- Топоров Алексей, Ветеран АТО Александр Мединский: ВСУ не способны на полномасштабное наступление в Донбассе [Архівовано 8 вересня 2018 у Wayback Machine.](рос.) // Царьград.тв, 23 травня 2018